# Gilbert Baumslag
Gilbert Baumslag (* 20. April 1933 in Johannesburg; † 20. Oktober 2014) war ein aus Südafrika stammender US-amerikanischer Mathematiker.
Baumslag studierte an der University of Witwatersrand mit dem Bachelor-Abschluss 1953 und dem Master-Abschluss (Honours) 1955 und wurde 1958 bei Bernhard Neumann an der Victoria University Manchester promoviert (Some Aspects of Groups with Unique Roots). Danach war er 1958/69 Lecturer an der Universität Manchester, 1959/60 Instructor an der Princeton University und ab 1962 Assistant Professor am Courant-Institut der New York University, wo er auch Associate Professor wurde. 1964 wurde er Professor an der City University of New York, 1969 bis 1973 war er Professor an der Rice University und danach am City College der City University of New York. Dort war er ab 1973 Distinguished Professor.
Er befasste sich mit Kombinatorischer Gruppentheorie und unendlichen Gruppen. Mit Donald Solitar führte er 1962 Baumslag-Solitar-Gruppen {\displaystyle B(m,n)} ein, erzeugt durch die Relation  {\displaystyle ba^{m}b^{-1}=a^{n}}. Beispiele dafür sind {\displaystyle B(1,1)}, die freie abelsche Gruppe mit zwei Generatoren, und {\displaystyle B(1,-1)}, die die Fundamentalgruppe der Kleinschen Flasche ist. {\displaystyle B(2,3)} ist ein Beispiel einer unendlichen Gruppe die nicht vom Hopf-Typ ist. Ein solches Beispiel (mit einer Relation) zu finden war auch die ursprüngliche Motivation von Baumslag und Solitar (Graham Higman hatte 1951 behauptet alle endlich präsentierten Gruppen mit einer Relation wären vom Hopf-Typ).
Baumslag initiierte auch die Forschung an parafreien Gruppen, die in vieler Hinsicht Ähnlichkeit mit freien Gruppen haben, aber wie Baumslag zeigte nicht mit diesen identisch sind.
Er befasste sich mit algorithmischer Gruppentheorie und war Direktor des  Center for Algorithms & Interactive Scientific Software (CAISS) des City College of New York. Außerdem organisierte er das New York Group Theory Seminar.
Zuletzt befasste er sich auch mit Mathematikpädagogik einschließlich zugehöriger Software, Einbeziehung von High-School-Schülern und Undergraduates in der Forschung und Spielen, die auf Gruppentheorie basieren. Er arbeitete auch an einem Public-Key-Verschlüsselungssystem basierend auf der Modulgruppe.
Er war ein Schüler von Wilhelm Magnus und gab 1984 mit Bruce Chandler dessen Collected Papers heraus.
1976 erhielt er einen D.Sc. der Universität Witwatersrand. Er war ab 1965 Sloan Research Fellow an der Rice University. 1968/69 war er am Institute for Advanced Study. 2012 wurde er Fellow der American Mathematical Society.
Er war seit 1959 verheiratet und hatte zwei Kinder.

## Schriften (Auswahl)
- Groups with the same lower central sequence as a relatively free group, 2 Teile, Transactions AMS, Band 129, 1967, S. 308–321, Band 142, 1969, S. 507–538
- mit Donald Solitar: Some two-generator one-relator non-Hopfian groups, Bulletin of the American Mathematical Society, Band 68, 1962, S. 199–201, Project Euclid
- mit Urs Stammbach: A non-free parafree group all of whose countable subgroups are free, Mathematische Zeitschrift, Band 148, 1976, S. 63–65
- Lecture notes on nilpotent groups, AMS 1971
- mit Charles F. Miller: Algorithms and Classification in Combinatorial Group Theory, Springer 1992
- Topics in combinatorial group theory, Birkhäuser 1993
- mit  Benjamin Fine, Martin Kreuzer, Gerhard Rosenberger: A course in mathematical cryptography, De Gruyter 2015